# Hittfeld
Hittfeld ist ein Ortsteil der Gemeinde Seevetal im Landkreis Harburg im Land Niedersachsen und deren Verwaltungssitz.

## Geographie
Hittfeld liegt südlich von Hamburg am Nordrand der Lüneburger Heide im Pendlereinzugsgebiet des Hamburger Großraums. Es grenzt unter anderem an Lindhorst, Maschen und Karoxbostel. Der Ort ist mit Emmelndorf verschmolzen. Hittfeld ist umgeben von überwiegend landwirtschaftlich genutzten Flächen. Innerhalb des Ortsgebietes befinden sich einige kleinere Bäche und Seen.

## Geschichte

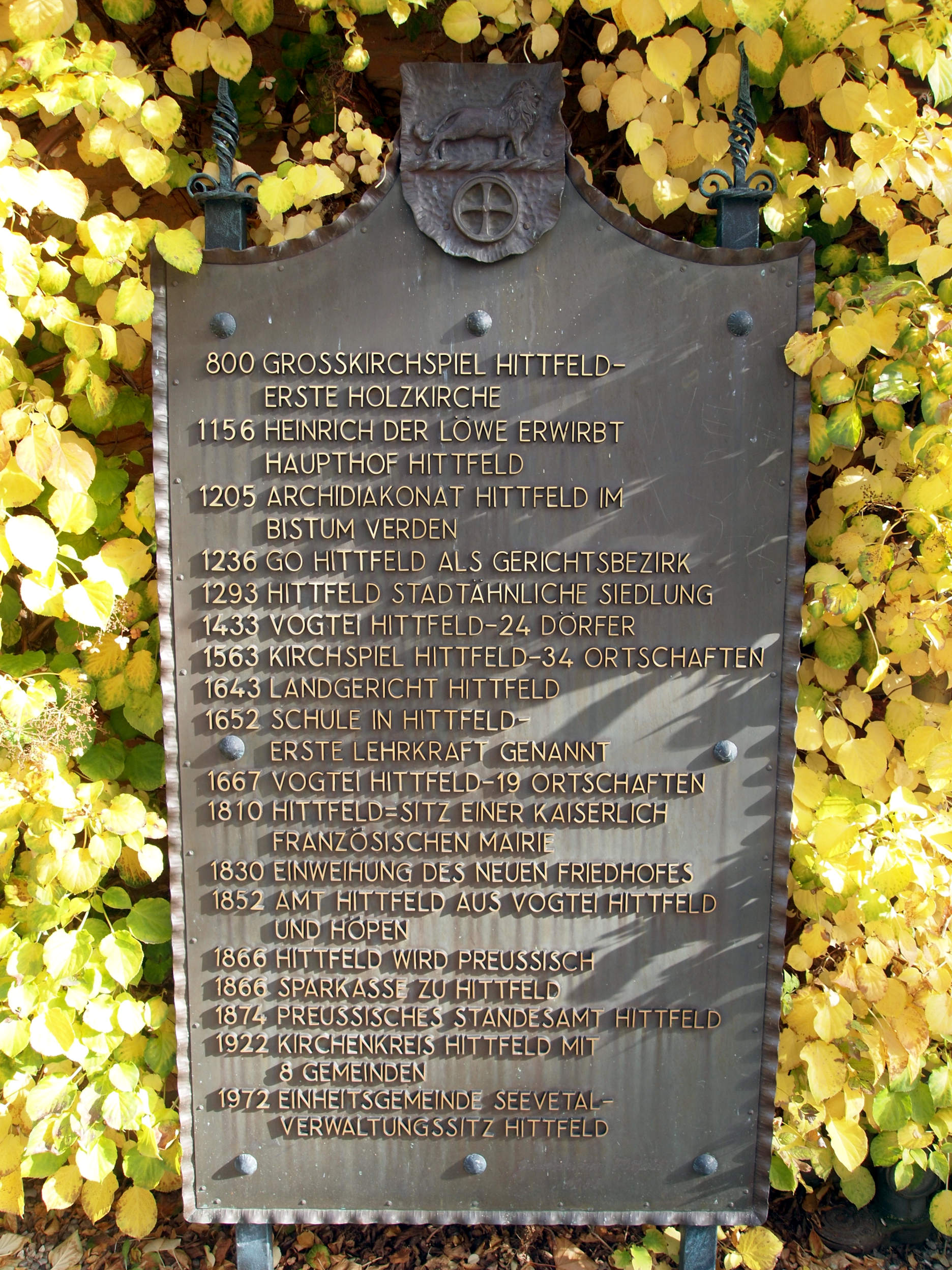
Geschichtsinformationstafel am Standesamt

In der Karolingerzeit um 800 fand die Errichtung einer Taufkirche statt. Am Nordrand des Kirchenhügels war der Standort des ältesten Bauernhofs. 1004 n. Chr. bildete die Hittfelder Kirche das Zentrum eines Archidiakonats, das zu dieser Zeit 40 Orten betreute. Es gehörte seit 849 n. Chr. zum Bistum Verden.
Im Jahr 1107 wurde Hittfeld erstmals erwähnt. 1156 kam es zum Kauf des Haupthofs Hittfeld durch Heinrich den Löwen. Im Jahr 1236 fungierte Hittfeld als zentraler Gerichtsbezirk (Gau). Dorthin wurde auch von den Gaugrafen das Goding (Gothing) zu Gerichtsverhandlungen einberufen. Um 1300 war Hittfeld lokaler Markt für die Umgebung mit eigenem Hittfelder Maß und Gewicht (Mensura Hetveldensi). Es besaß zeitweise Münzrecht.
Im Jahr 1353 kam es zum Abbruch des alten Kirchturms der St. Mauritius-Kirche. Im Jahr 1527 verlor die Hittfelder Kirche mit der Reformation den Status als Archidiakonatskirche, bleibt aber bis ins 20. Jahrhundert Pfarrkirche eines Großkirchspiels.
Der von 1618 bis 1648 anhaltenden Dreißigjährige Krieg brachte auch für den Hittfelder Raum Leid und Elend. Im Jahr 1667 wurde Hittfeld als Vogtei Amts- und Gerichtssitz im Rahmen des Amtes Harburg. 1830 wurde der neue Friedhof angelegt. Im Jahr 1852 wurde die Apotheke gegründet. Ab 1866 zählte Hittfeld mit der Einverleibung des Königreichs Hannover zu Preußen. Im Jahr 1868 wurde die Sparkasse gegründet und 1872 das Postamt eröffnet.
Im Jahr 1874 kam es zum Bau der Eisenbahnlinie Harburg–Bremen. Der Bahnhof Hittfeld liegt allerdings 2,5 km außerhalb des Ortes. Im Jahr 1875 wurde im Süden des Ortes die Hittfelder Windmühle gebaut. Sie ist das Wahrzeichen des Ortes. Am 28. April 1880 wurde die Freiwillige Feuerwehr Hittfeld gegründet. Sie ist die älteste Seevetaler Ortsfeuerwehr. Außerdem gab es in diesem Jahr einen großen Brand in Hittfeld. 1905 wurde der örtliche Sportverein TSV Eintracht Hittfeld von 1905 e. V. gegründet. Im Jahr 1909 erhielt Hittfeld die erste elektrische Straßenbeleuchtung.
1932 wurden die Orte Eddelsen und Karoxbostel eingemeindet. Im Jahr 1937 erhielt Hittfeld einen Anschluss an die Autobahn Hamburg–Bremen. Ab 1943 wuchs die Einwohnerzahl durch den Zuzug von Flüchtlingen (Bombenkrieg und Vertreibung) auf fast das Doppelte der Vorkriegszeit an. Zum Kriegsende im Jahr 1945 befreiten britische Truppen Hittfeld vom Nationalsozialismus.
Im Zuge der niedersächsischen Gebietsreform bildet Hittfeld seit dem 1. Juli 1972 zusammen mit 18 weiteren ehemaligen Gemeinden die Gemeinde Seevetal und fungiert als deren Verwaltungssitz. In Hittfeld wurden ein Gymnasium, die Schwimmhalle, das Freibad und das Veranstaltungszentrum „Burg Seevetal“ gebaut. Im Jahr 1975 wurde die Spielbank Hittfeld als Nebenstelle der Spielbank Bad Harzburg im Landkreis Goslar eröffnet. Ebenfalls 1975 wurde der gesamte Westgiebel der Kirche erneuert. 1978 kam es zum Brand des Restaurants „Krohwinkel“ und 1988 zum Brand des Gasthauses „Zur Linde“.
Im Jahr 1990 wurde der „Heimatverein Hittfeld und Umgegend e. V.“ gegründet. 1991 wurde das Seevetaler Rathaus in Hittfeld gebaut.

## Denkmale in Hittfeld
Den Mittelpunkt des Ortes bildet die St.-Mauritius-Kirche, eine Feldsteinkirche aus dem 13. Jahrhundert. Vor ihr wurde zum 900-jährigen Jubiläum von Hittfeld im Jahr 2007 ein Gedenkstein (Findling) mit der Inschrift „Bemüht euch um das Wohl des Dorfes“ (Jeremia 29) aufgestellt.
Ein Wahrzeichen des Ortes ist die weithin sichtbare und unter Denkmalschutz stehende Windmühle Hittfeld.
Im Ortsteil Karoxbostel befindet sich die denkmalgeschützte Wassermühle Karoxbostel von 1438.
In der Kirchstraße in Hittfeld befinden sich die zwei Denkmale „Mutter und Kind“ sowie „Reh“ des Künstlers Martin Irwahn. Martin Irwahn gehörte zu den Gründungsmitgliedern der Künstlervereinigung Der Baukreis.

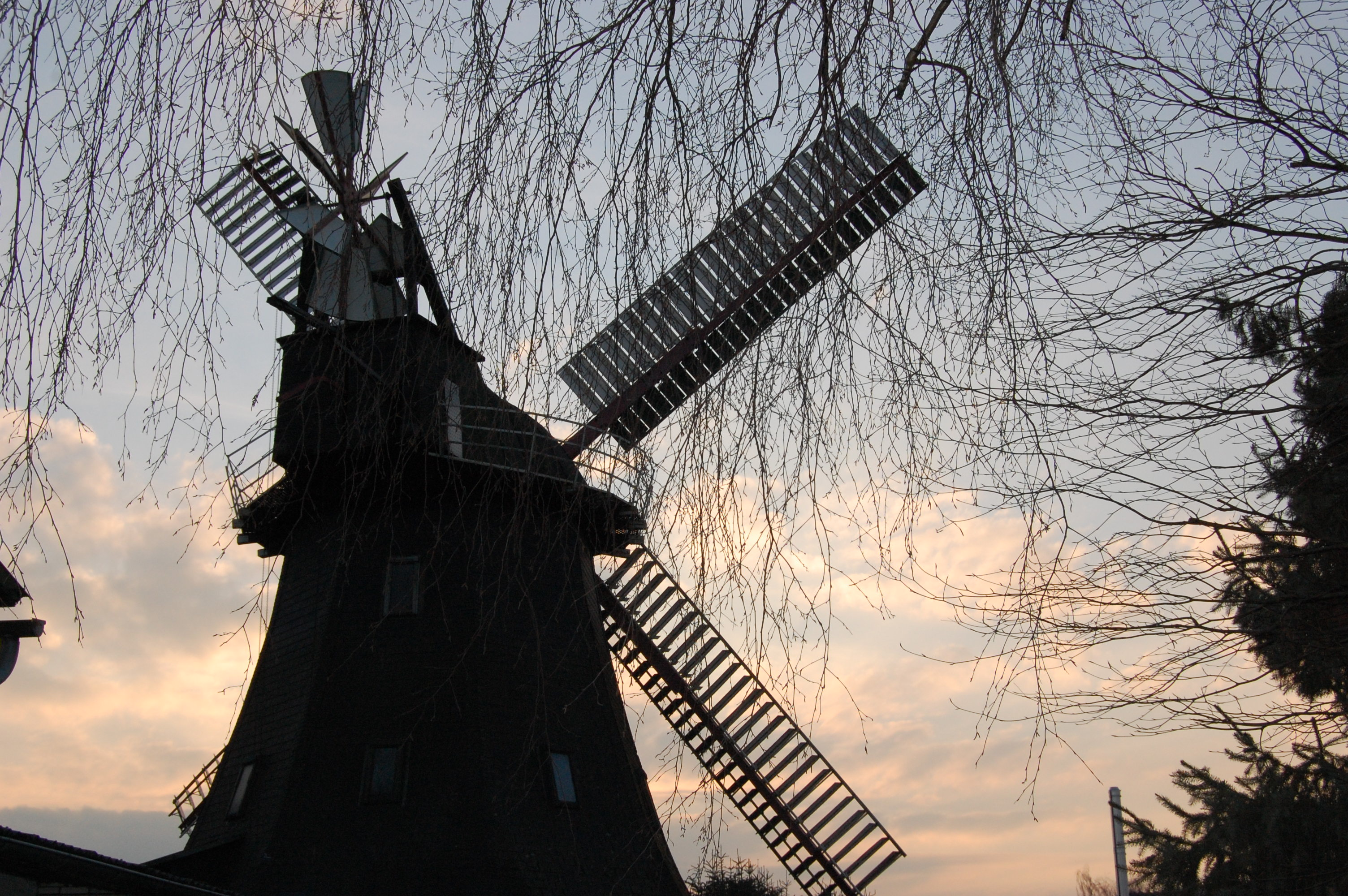
Windmühle Hittfeld
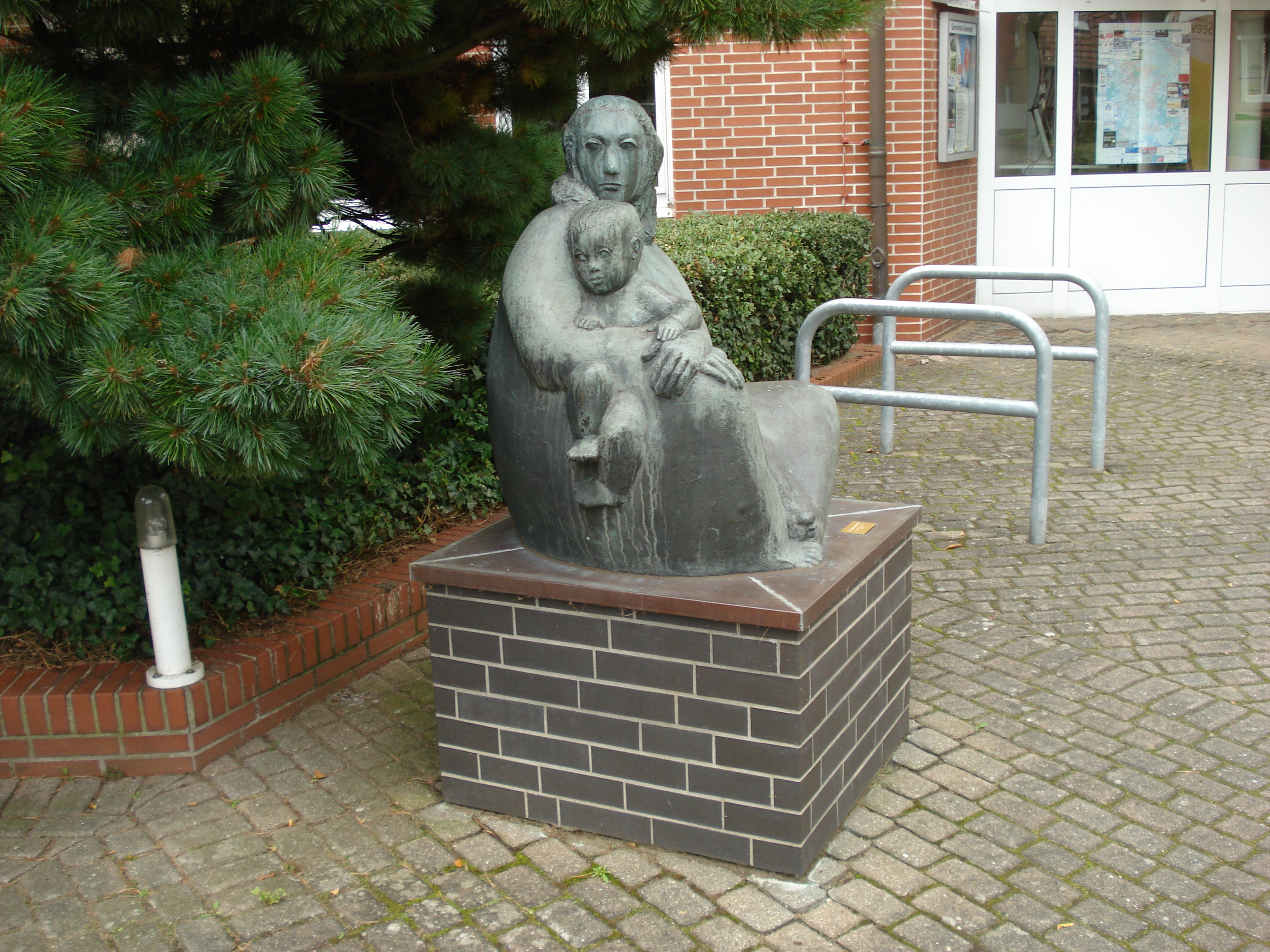
Denkmal „Mutter und Kind“ von Martin Irwahn (1979)
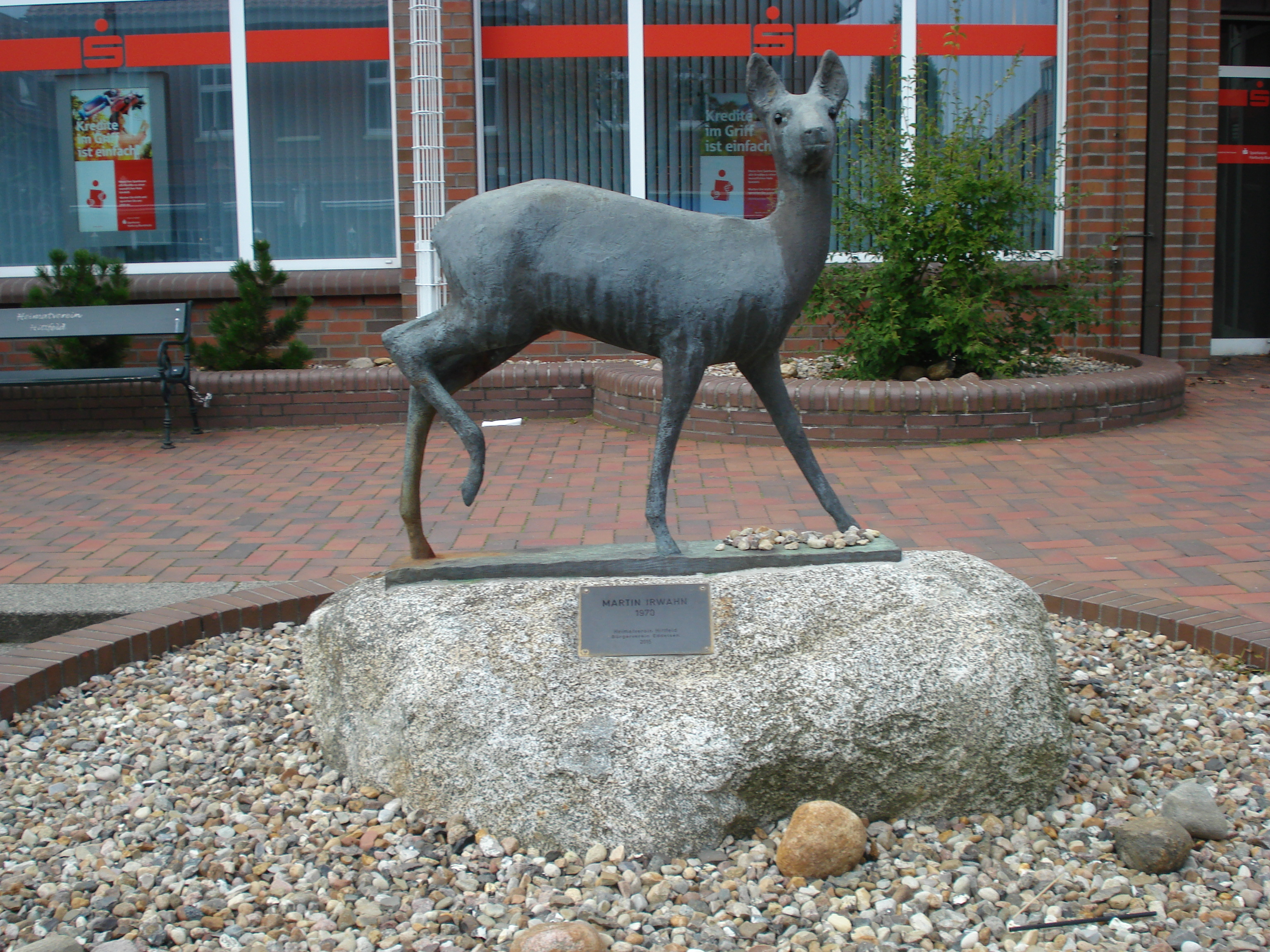
Denkmal „Reh“ von Martin Irwahn (1970)
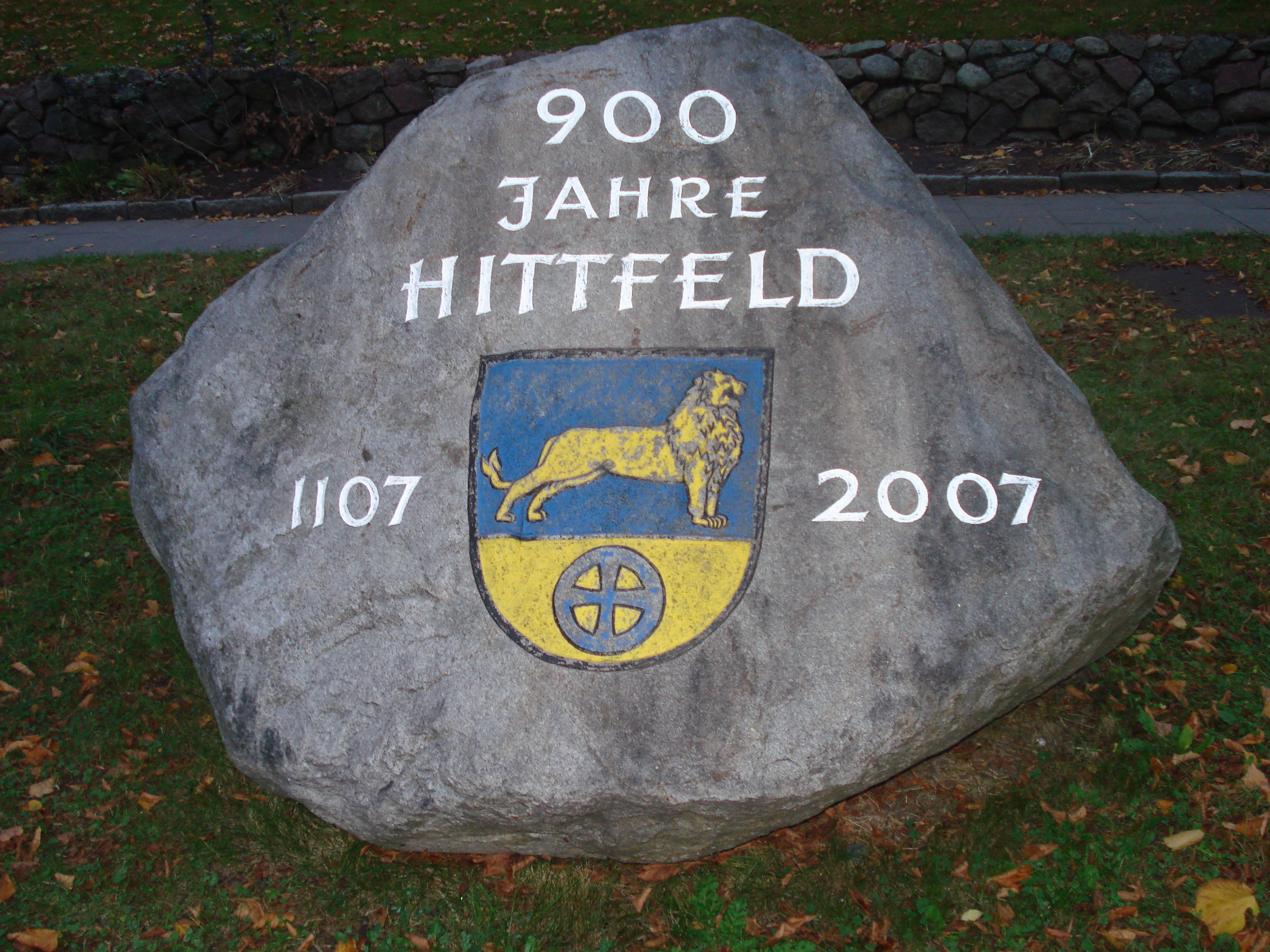
Denkmal bzw. Gedenkstein 900 Jahre Hittfeld

## Religion
Hittfeld hat drei christliche Kirchengemeinden sowie viele Einwohner unterschiedlicher Konfession.

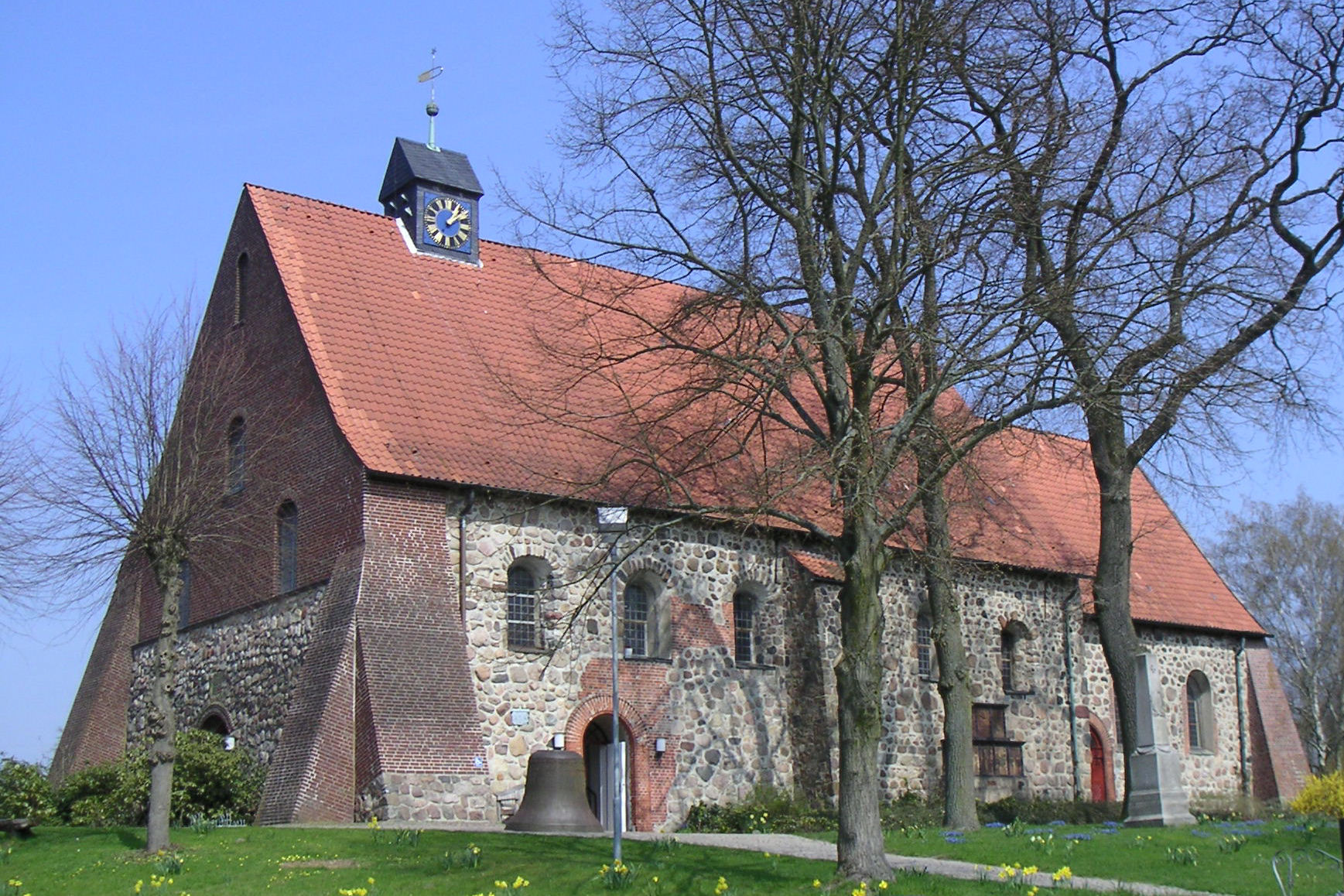
St. Mauritius-Kirche

Die evangelisch-lutherische Kirchengemeinde Hittfeld verfügt in Hittfeld über die St. Mauritius-Kirche sowie in Fleestedt über die Christuskirche. Der Kirchenvorstand setzt sich aus 15 Mitgliedern zusammen. Zudem betreuen eine Pastorin, ein Pastor und ein Superintendent die Kirchengemeinde.
Die römisch-katholische Kirchengemeinde Hittfeld besitzt in Hittfeld die St.-Ansgar-Kirche. Sie ist eine Filialkirche der katholischen Pfarrgemeinde Guter Hirt in Winsen (Luhe) und gehört zum Bistum Hildesheim.
Die Freie evangelische Gemeinde Seevetal-Hittfeld unterhält in Hittfeld ebenfalls eine religiöse Einrichtung.
Alle Weltreligionen sind im Ort vertreten.

## Freizeit und Vereine

### Freizeit
Etwas außerhalb des Ortskerns befinden sich ein öffentliches Frei- und Hallenbad sowie ein Golfplatz.

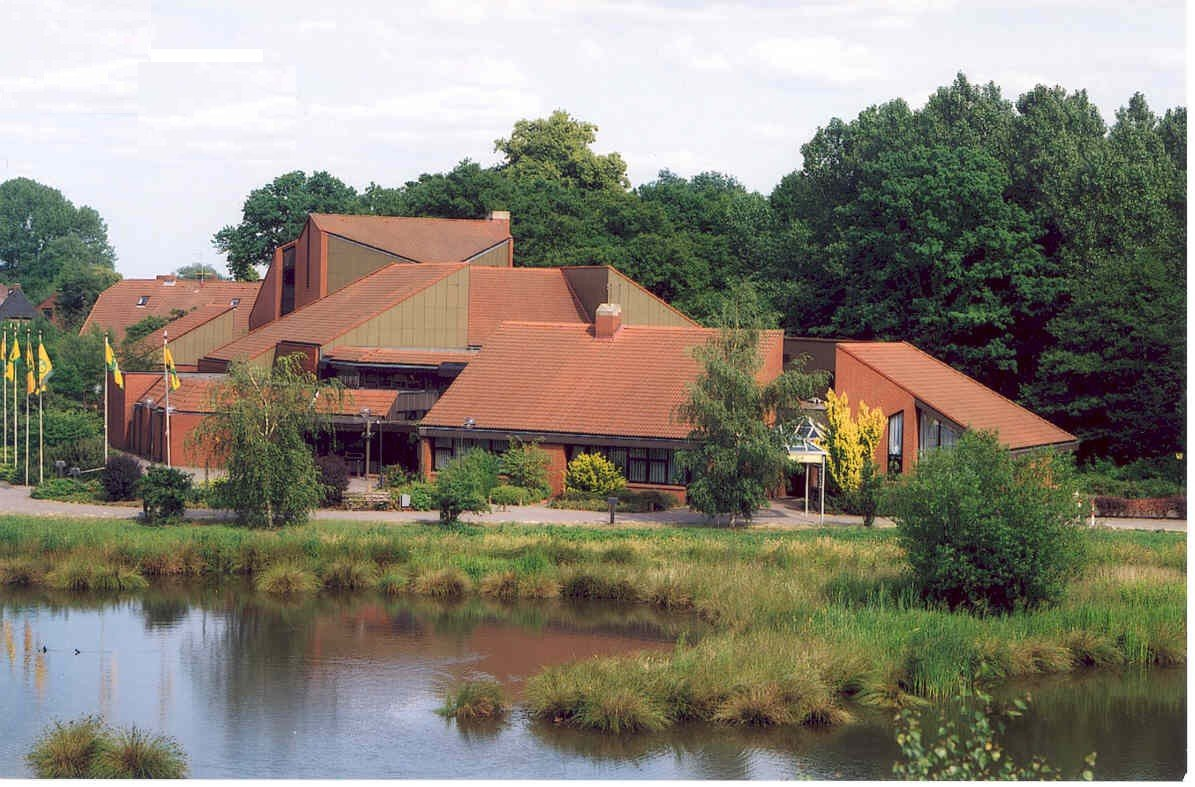
Veranstaltungszentrum „Burg Seevetal“

Hittfeld bietet eine vielfältige Gastronomie mit Hotels, Restaurants und Straßencafés, insbesondere in der Nähe des ehemaligen Dorfplatzes in der Kirchstraße, am Fuße der St.-Mauritius-Kirche. Hittfeld hat ein Veranstaltungszentrum (Burg Seevetal) und verfügt über diverse Einkaufsmöglichkeiten, insbesondere rund um die Kirchstraße und den Arkadenhof.

### Vereine
Hittfeld verfügt über ein vielfältiges Vereinsleben. Der Ort hat über 40 Vereine. Hittfeld beherbergt u. a. zwei Schützenvereine: den Schützenverein Hittfeld und Umgegend von 1879 e. V. und den KK-Schützenverein Hittfeld und Umgegend von 1914 e. V.

## Sport
Hittfeld beherbergt mehrere Sportvereine und private Sportschulen, zum Beispiel für die Sportarten Tennis, Golf, Pilates, Yoga, Fitness und Kampfsport. Der größte örtliche Sportverein ist mit zirka 2.000 Mitgliedern der TSV Eintracht Hittfeld von 1905 e. V.

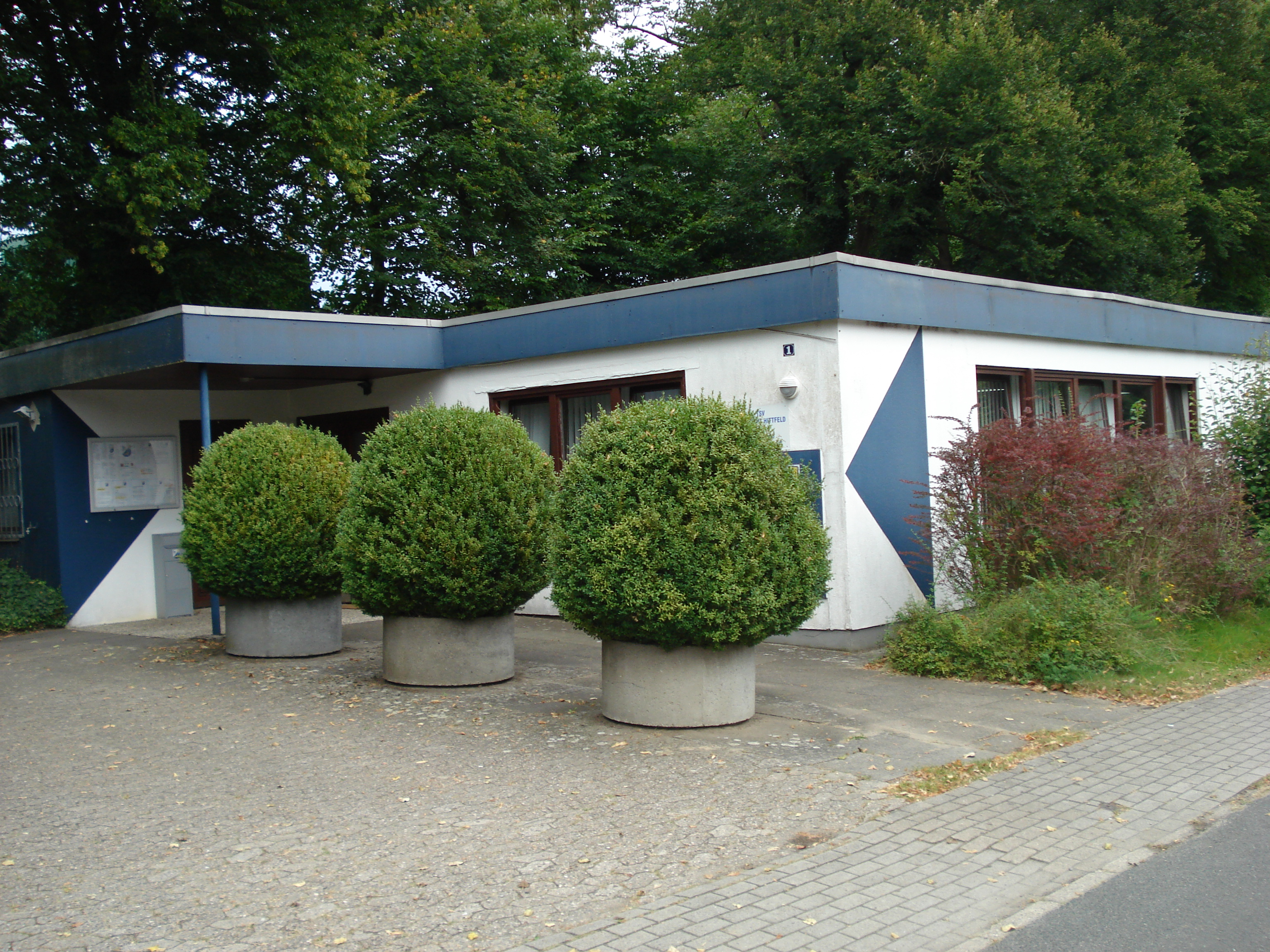
Sporthaus TSV Eintracht Hittfeld
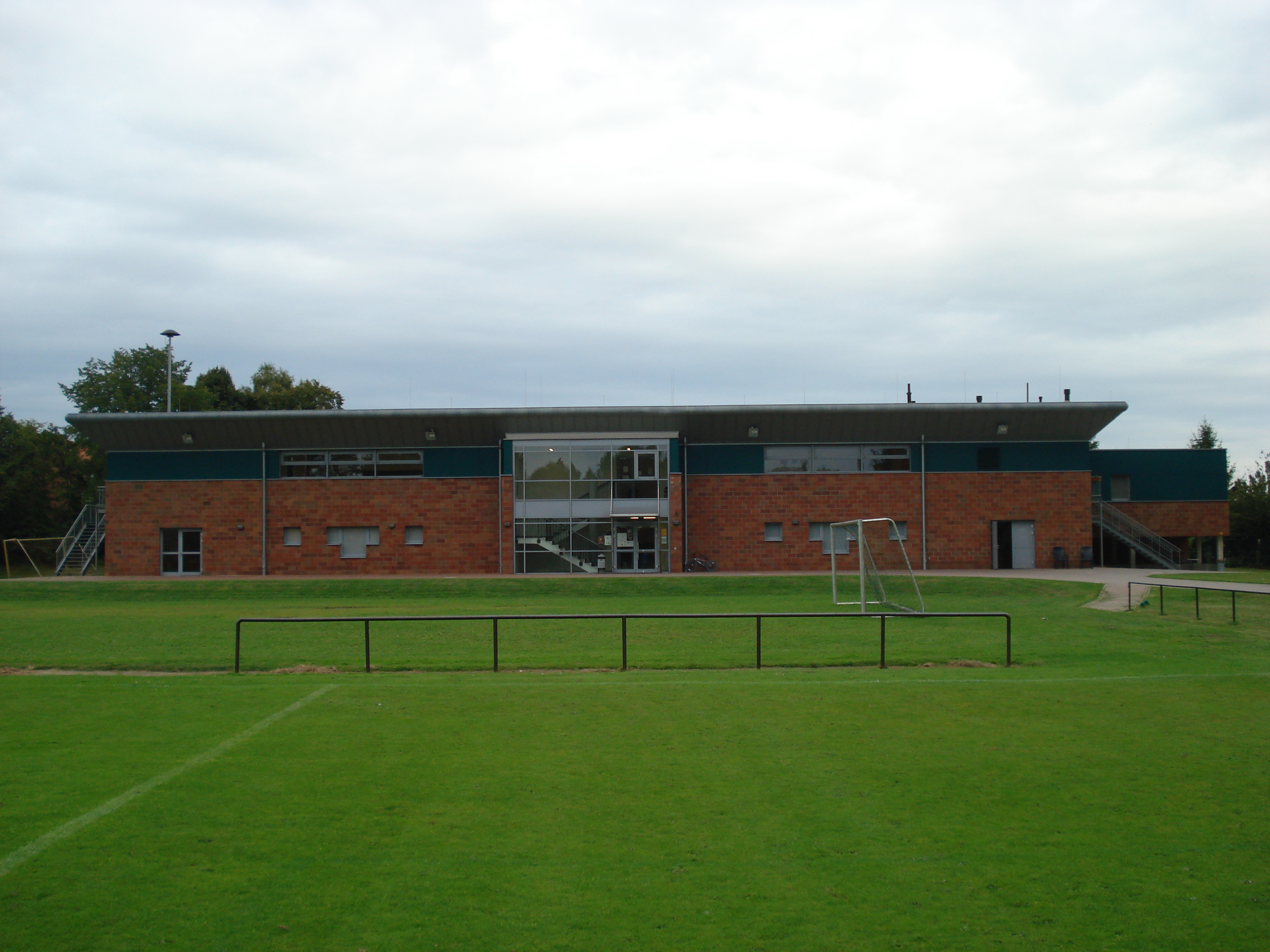
Sportarena TSV Eintracht Hittfeld
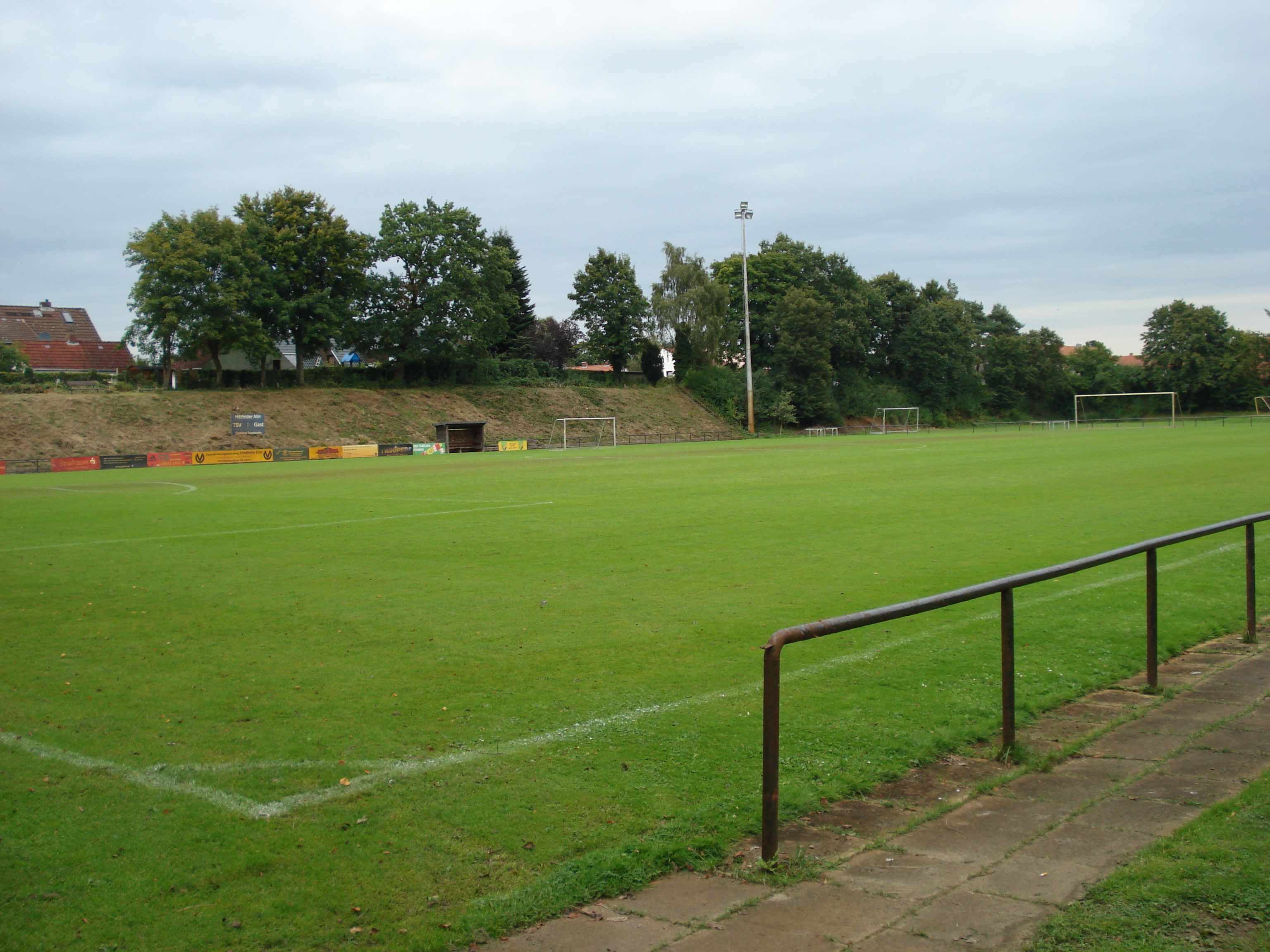
Sportplatz „Alm“

## Veranstaltungen

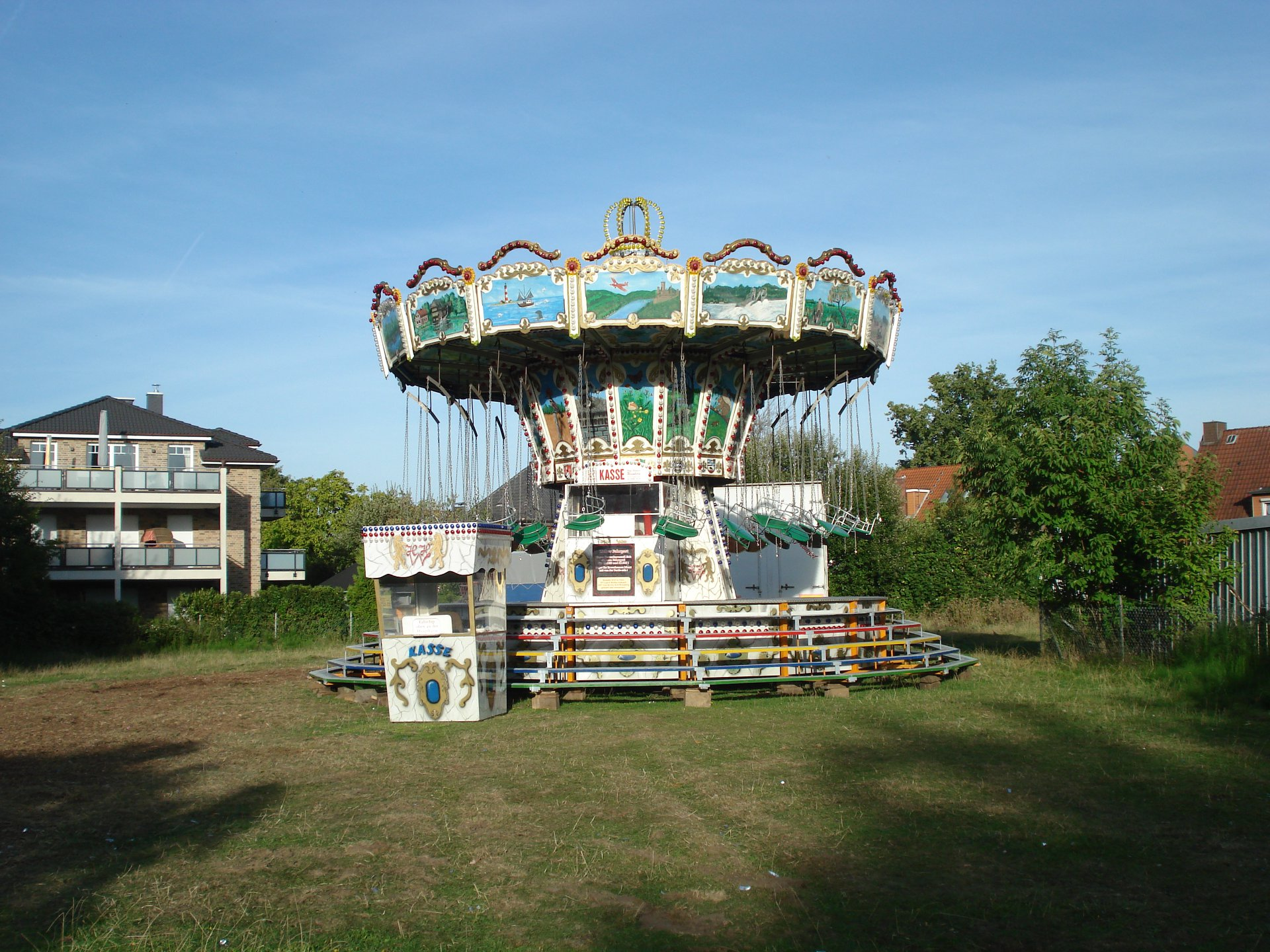
Hittfelder Dorffest

In Hittfeld findet alljährlich ein Volks- und Schützenfest statt.
Weit über die Ortsgrenzen hinaus Bekanntheit erlangt hat das Hittfelder Dorffest, das jedes Jahr im September veranstaltet wird.
Das Radrennen Cyclassics Hamburg verlief früher und die Radstrecke des Triathlons Ironman Hamburg führt seit 2017 unter anderem auch durch Hittfeld hindurch.

## Bildung
Hittfeld verfügt über Kindertagesstätten, eine Grund- und Hauptschule (Offene Ganztagsschule) sowie über eine Realschule und ein Gymnasium. Im August 2013 wurde die Integrierte Gesamtschule (IGS) Seevetal eingerichtet.
Das Schulzentrum beherbergt zudem das Medienzentrum des Landkreises Harburg, das neben einem Geräteverleih für Bildungseinrichtungen und Vereine und einem Seminarraum die Online-Distribution für digitale Lehr- und Lernmedien des Landes Niedersachsen (Merlin) bietet.
Hittfeld ist des Weiteren ein Unterrichtsort der Kreisvolkshochschule Landkreis Harburg.
Außerdem befand sich bis Ende April 2018 in Hittfeld eine Zweigstelle der Gemeindebücherei Seevetal.

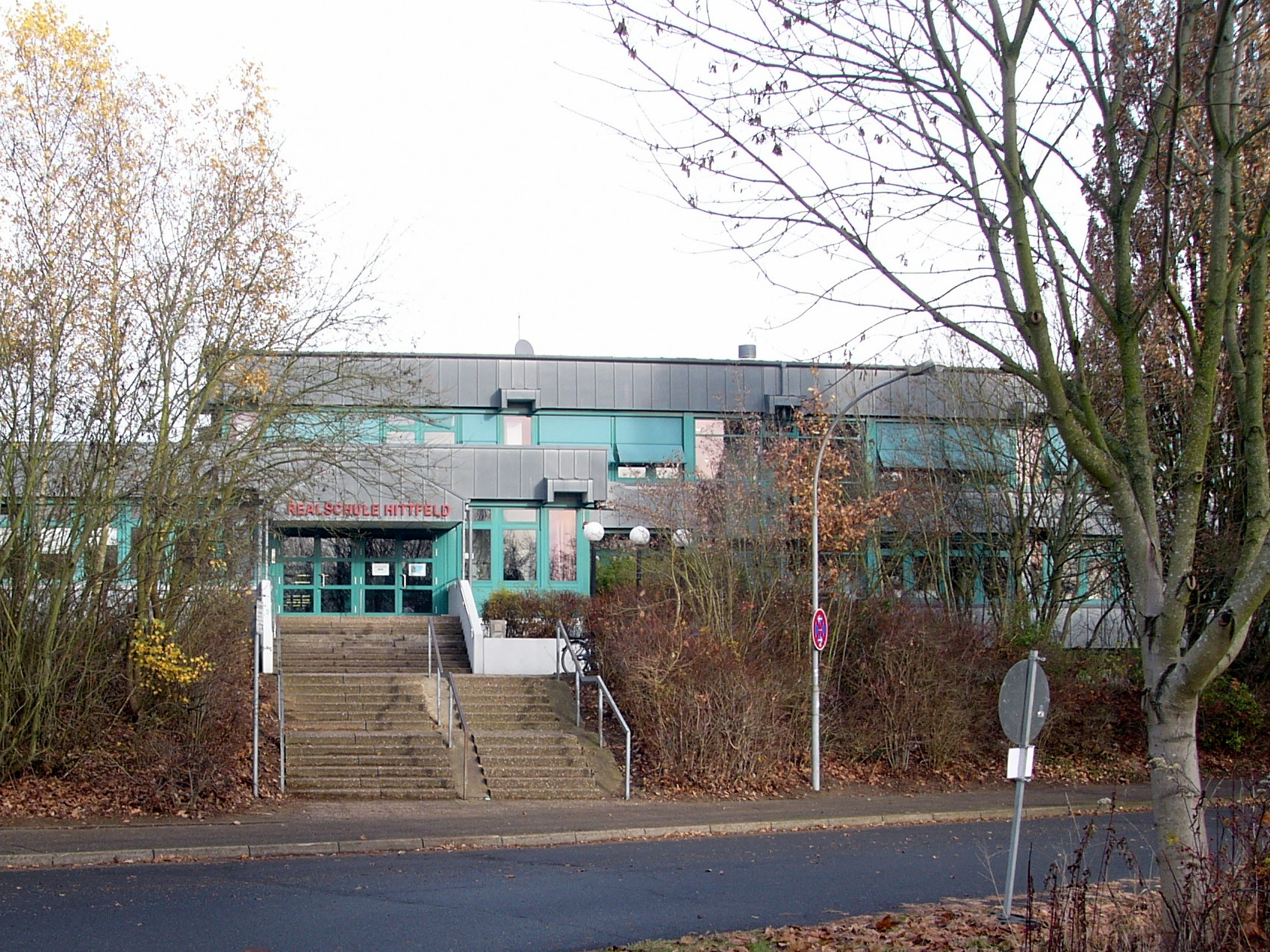
IGS Seevetal
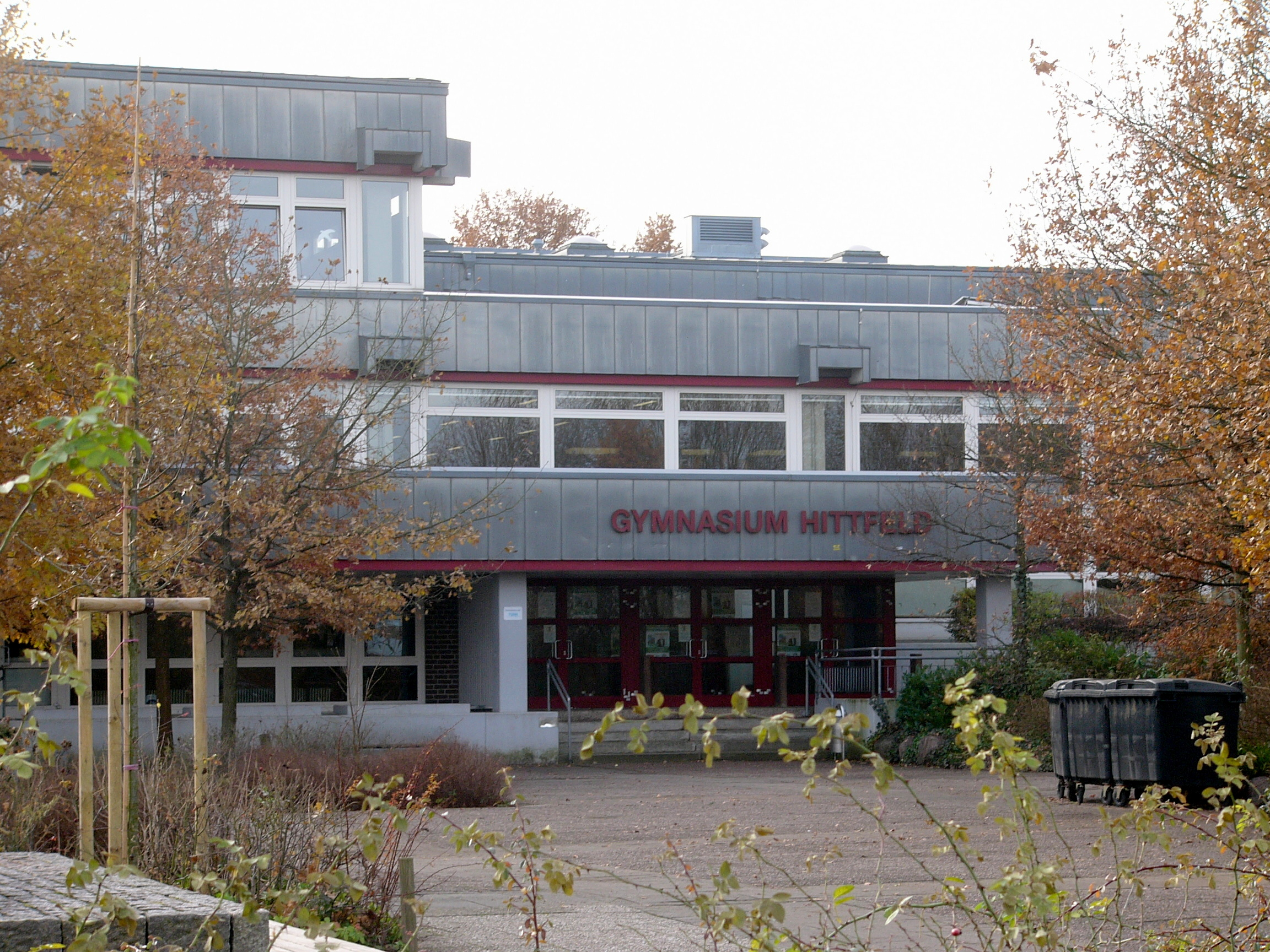
Gymnasium Hittfeld
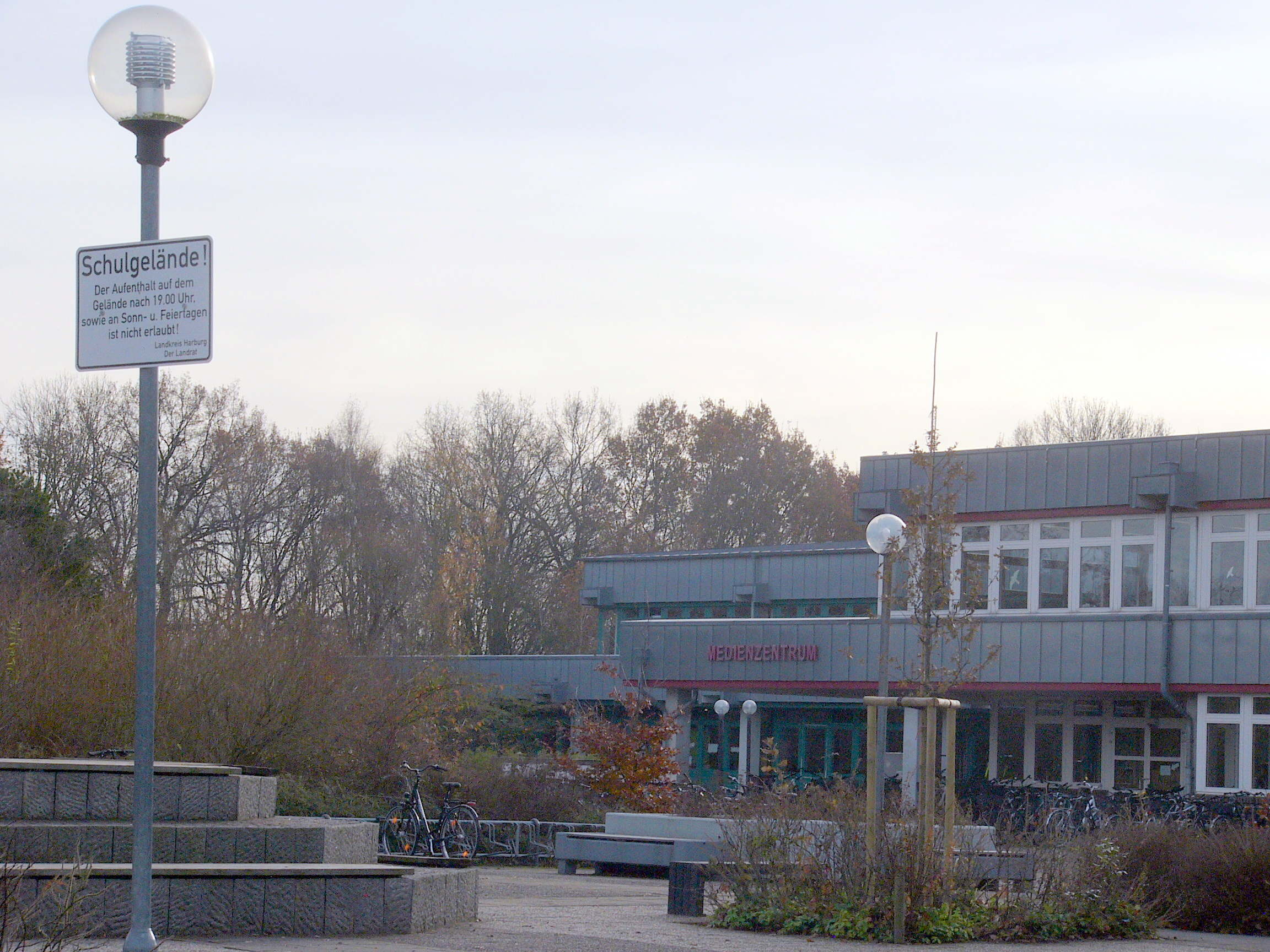
Medienzentrum Landkreis Harburg

## Verkehr

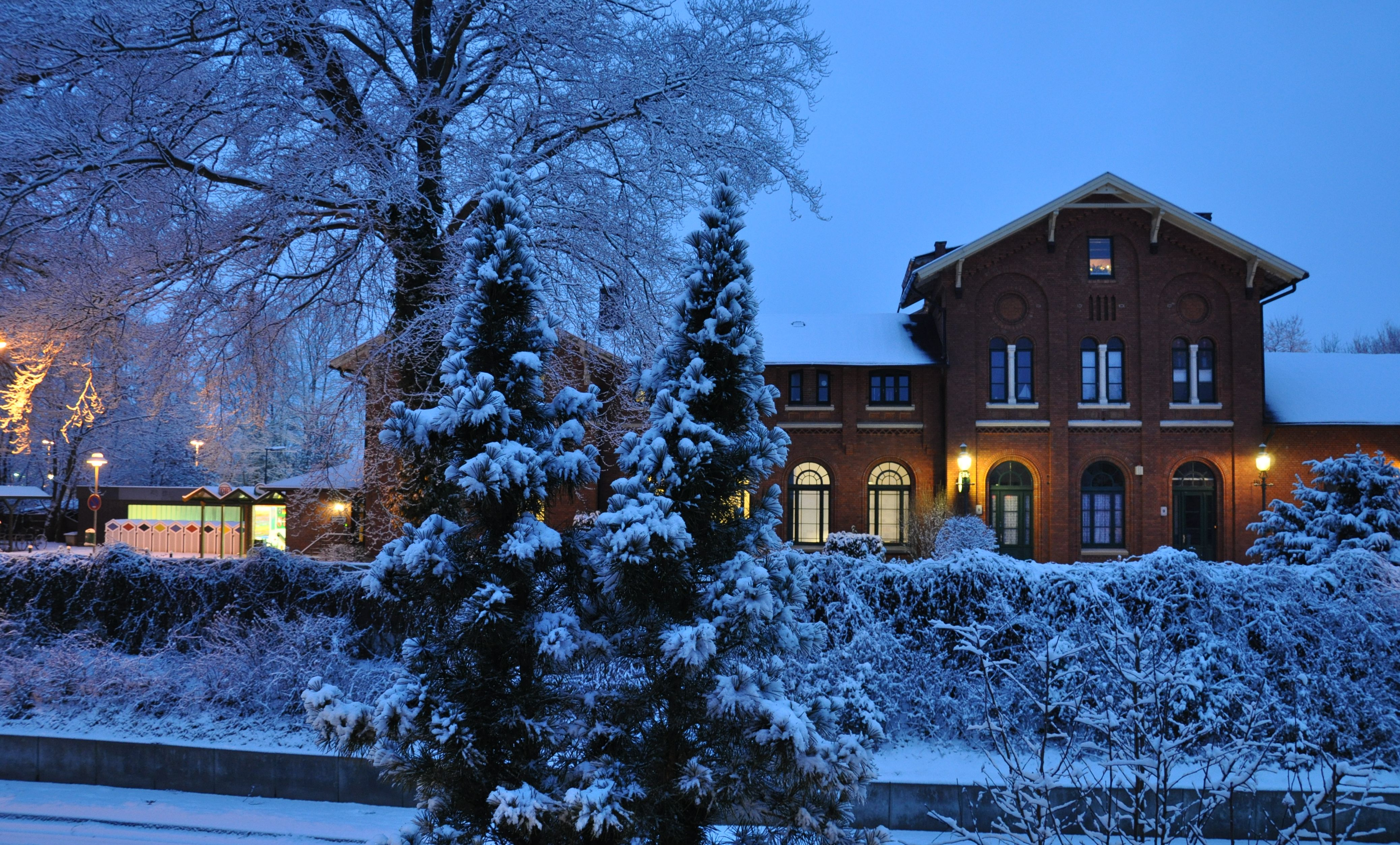
Haltepunkt Hittfeld

Der Haltepunkt Hittfeld liegt in Emmelndorf an der Bahnstrecke Wanne-Eickel–Hamburg, die auch als Rollbahn bezeichnet wird. Dort stehen Pendlerparkplätze zur Verfügung. Hittfeld liegt verkehrsgünstig und verfügt über eine BAB-Anschlussstelle an die Bundesautobahn 1 sowie in der Nähe an die Bundesautobahn 7 (Fleestedt).

## Politik und Verwaltung

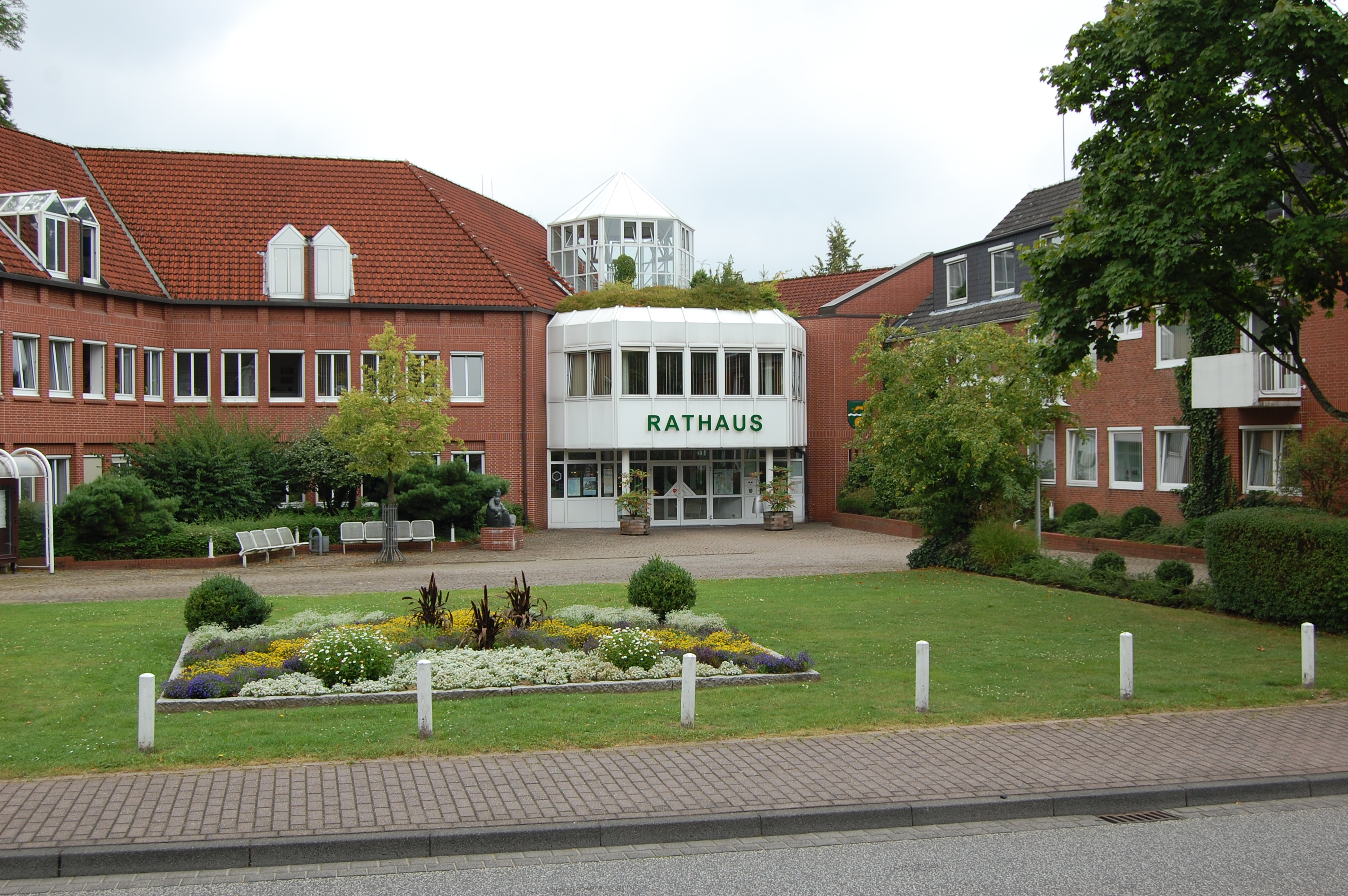
Rathaus

### Gemeindebürgermeisterin
Bei den Kommunalwahlen in Niedersachsen 2021 am 12. September 2021 und 26. September 2021 (Stichwahl) wurde Emily Weede (CDU) zur hauptamtlichen Bürgermeisterin der Gemeinde Seevetal gewählt.

### Ehemalige Ortsbürgermeister
Bis 1972 gab es die selbständige Gemeinde Hittfeld. Seit der Gebietsreform in Niedersachsen 1972 bildet Hittfeld einen Ort in der Gemeinde Seevetal.
Ehrenamtliche Gemeindebürgermeister der Gemeinde Hittfeld:
- 1952–1972 Hermann Meyer (CDU).

Ehrenamtliche Ortsbürgermeister des Ortes Hittfeld in der Gemeinde Seevetal:
- 1972–1981 Karsten Albers (CDU)
- 1981–1993 Günther Seifert (CDU)
- 1993–2016 Norbert Fraederich (CDU)
- 2016–2021 Thomas Fey (FWG)

### Amtierender Ortsbürgermeister und Ortsrat
- seit 2021 Helmut Dohrmann (CDU)

Amtierender Ortsbürgermeister für den Ortsratsbereich Hittfeld/Emmelndorf/Helmstorf/Lindhorst ist der Hittfelder Helmut Dohrmann (CDU), der am 16. November 2021 in geheimer Wahl einstimmig vom Ortsrat gewählt wurde. Zur ersten Stellvertreterin wurde Hildegard Engel (CDU) aus Helmstorf gewählt. Sie gewann die Wahl gegen Markus Winter (Freie Wähler). Als zweite stellvertretende Ortsbürgermeisterin fungiert die Hittfelderin Frauke Meyer-Bai (SPD). Es handelt sich somit um eine Große Koalition. Helmut Dohrmann (CDU) löst damit Thomas Fey (Freie Wähler) ab, der das Amt fünf Jahre innehatte.
- SPD: 3
- Grüne: 3
- FWS: 4
- FDP: 1
- CDU: 7
- AfD: 1

Dem Ortsrat gehören 19 Mitglieder an, die alle ehrenamtlich tätig sind und im Rahmen der Kommunalwahl gewählt werden. Das 19. Mitglied ist der ehrenamtliche Ortsbürgermeister.
Seit der letzten Kommunalwahl am 12. September 2021 hat der Ortsrat folgende Sitzverteilung:
| Partei                      | Sitze |
| --------------------------- | ----- |
| CDU                         | 7     |
| SPD                         | 3     |
| Freie Wähler Seevetal e. V. | 4     |
| Grüne                       | 3     |
| FDP                         | 1     |
| AfD                         | 1     |

### Verwaltung
In Hittfeld befindet sich das Rathaus der Gemeinde Seevetal mit der Gemeindeverwaltung Seevetal, das auch die Ortsverwaltung Hittfeld beherbergt sowie die Freiwillige Feuerwehr Hittfeld.

## Wirtschaft
In der näheren Umgebung von Hittfeld befinden sich landwirtschaftliche Flächen und Betriebe, die überwiegend Ackerbau, Viehzucht und Forstwirtschaft betreiben.
In der Kirchstraße sind sich Filialen von Kreditinstituten. Des Weiteren befinden sich im Ort Einrichtungen der Grundversorgung, wie Lebensmittelläden, Einzelhandel, Beherbergungsunternehmen und Gastronomie. Im Südosten des Ortes verfügt Hittfeld über ein Gewerbegebiet.
Die auf Laurens Spethmann zurückgehende Laurens Spethmann Holding, ein Unternehmen in der Tee-Branche, hat ihren Sitz in Hittfeld.
Die örtliche Wirtschaft ist im Gewerbeverein Hittfeld e. V. organisiert.

## Gesundheit und Soziales
In Hittfeld befinden sich diverse soziale Einrichtungen, z. B. ein Behindertenwohnheim und ein Altenpflegeheim der Diakonie. Des Weiteren gibt es Initiativen, wie die Flüchtlings- und die Obdachlosenhilfe. Im Ort sind weitere Einrichtungen des Gesundheitswesens, wie Ärzte, und Apotheken, ansässig.

## Kunst und Kultur
Über zehn Jahre befand sich im Hittfelder Gewerbegebiet das Rail Information Center (ric), in dem regelmäßig Konzerte und Kabaretts stattfanden.
Im Seevetaler Rathaus in Hittfeld und in der Filiale Hittfeld der Sparkasse Harburg-Buxtehude finden Vernissagen und Ausstellungen von Malereien statt.
Der Maler Leopold von Kalckreuth lebte bis zu seinem Tod 1928 auf seinem Gut Eddelsen, bald darauf zu Hittfeld gehörend. Kalckreuth vererbte das Gut Eddelsen der Stadt Hamburg mit der Auflage, dort einen Ruhesitz für mittellose Künstler zu schaffen. Die Stadt Hamburg nutzte das Gut stattdessen im Zweiten Weltkrieg als Ausweichkrankenhaus für das Harburger Krankenhaus. 1949 besetzten mehrere Hamburger Künstler, darunter Martin Irwahn, dessen Frau Ruth Godbersen und Paul Schmehrsal das leerstehende Gutshaus. Hamburg verkaufte das Haus später an Shell, das dort ein Tagungs- und Fortbildungszentrum einrichtete. Irwahn und Godbersen hatten seit 1955 ihr gemeinsames Atelier in Edddelsen, das sie bis zu ihrem Tod betrieben. Beide sind in Hittfeld begraben. 1974 gründete Irwahn die Gruppe „Seevetaler Künstler“, der unter anderem Michel Weidemann, Elke Kegel-Judis, Paul Schmersahl und Jürgen Demmler angehörte. Jedes Jahr zeigte die Gruppe eine Auswahl ihrer Werke im Gymnasium Hittfeld. 2007 löste sich die Gruppe auf.

## Sonstiges
Ein bekanntes Lied bzw. Musikstück in Hittfeld ist „Könige von der Seeve“ von Robin Kube.

## Bevölkerung
Zum 31. Dezember 2013 lebten 5.610 Einwohner in Hittfeld, davon 5.369 mit Hauptwohnsitz und 241 mit Nebenwohnsitz.